# Chiesa di Sant'Andrea (Sant'Andrea in Percussina)
La chiesa di Sant'Andrea è un edificio sacro situato in località Sant'Andrea in Percussina nel comune di San Casciano in Val di Pesa, in provincia di Firenze, diocesi della medesima città.

## Storia
Nel XII secolo la chiesa era di patronato della collegiata di San Lorenzo di Firenze e questo possesso fu confermato dai pontefici Alessandro III nel 1177, Clemente III nello stesso anno, da Celestino III nel 1191 e da Onorio II nel 1225; la proprietà della basilica fiorentina continuò fino al 1239 quando il vescovo di Firenze Ardingo avocò a sé la collazione di questa chiesa, ottenendone la remissione a nome dei parrocchiani. A causa di questa decisione nacquero delle discordie tra i parrocchiani e quindi, nello stesso 1239, il vescovo scomunicò i dissidenti.
Dall'inizio del XVII e fino alla metà del XVIII secolo la collazione della chiesa spettava al popolo, che infatti risulta esercitasse questo diritto nel 1604 prima proponendo e poi facendo eleggere un sacerdote a loro gradito.

## Descrizione
La chiesa ad unica navata ha tre altari in cui sono posti dipinti del XVII secolo.
Fu gravemente danneggiata dal terremoto del 1895.